# Friedrich Helmich

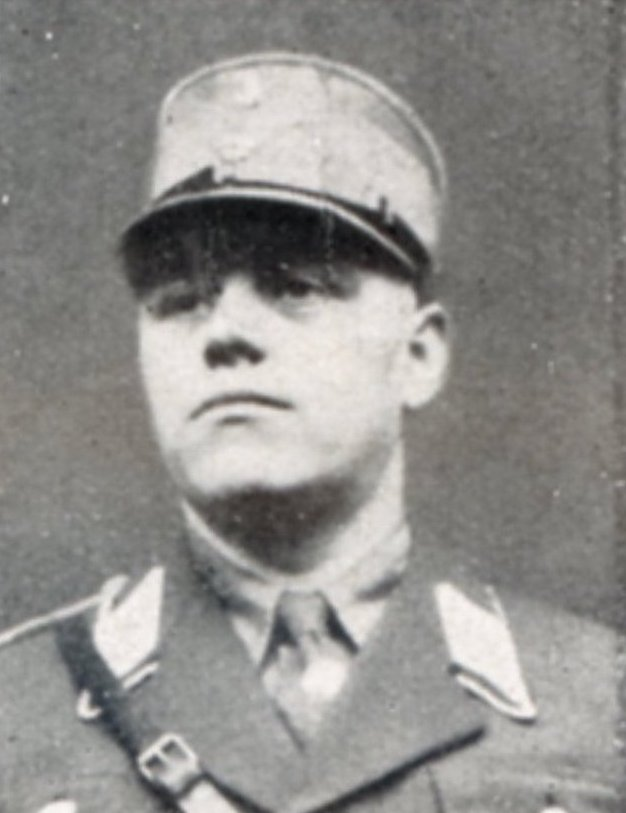
Friedrich Helmich, um 1933

Friedrich Heinrich Gustav Waldemar Helmich (* 21. Juni 1899 in Hagen; † 7. Dezember 1974 in Wittingen) war ein deutscher Politiker (NSDAP). 

## Leben und Wirken
Nach dem Besuch der Volksschule absolvierte Helmich von April 1913 bis August 1916 eine Ausbildung zum Bankangestellten bei der Sparkasse in Boele-Hagen. Begleitend hierzu besuchte er die kaufmännische Fortbildungsschule der Handelskammer Hagen und einen Kursus für Sparkassenanwärter.
Von August 1916 bis Juli 1930 arbeitete Helmich bei der Sparkasse der Stadt Hohenlimburg. Unterbrochen wurde diese Tätigkeit von 1917 bis 1919 durch die Teilnahme am Ersten Weltkrieg mit dem Ersatz-Jäger-Bataillon 7 (Jäger-Division).
Zum 13. August 1926 trat Helmich in die NSDAP ein (Mitgliedsnummer 42.509). 1929 wurde er für diese Stadtverordneter im Hohenlimburg. Nach eigenen Angaben im Reichstagshandbuch wurde er im Juli 1930 aufgrund seiner politischen Betätigung für die NSDAP in der Stadtverordnetenversammlung von seinem Arbeitgeber fristlos entlassen. Eine andere Quelle vermerkt, dass Helmich in seiner Heimat durch brutale Ausschreitungen als Mitglied der SA auffiel.
Bei der Reichstagswahl vom Juli 1932 wurde Helmich als Kandidat der NSDAP im Wahlkreis 18 (Westfalen Hagen) in den Reichstag gewählt, dem er anschließend rund sechzehn Monate, bis zum November 1933 als Abgeordneter angehörte. Nachdem er bei den Wahlen vom September 1932 und vom März 1933 wiedergewählt worden war, schied er im Gefolge der Wahlen vom November 1933 aus dem im Zuge der Etablierung der NS-Diktatur im Laufe des Jahres 1933 zu einem reinen Repräsentations- und Akklamationsorgan für das neue Regime herabgesunkenen Parlament aus. Während seiner Abgeordnetenzeit stimmte Helmich unter anderem für die Annahme des von der Regierung Hitler im März 1933 eingebrachten Ermächtigungsgesetzes, das die Grundlage für die Etablierung der NS-Diktatur bildete.